# Ačinskij rajon
L'Ačinskij rajon è un rajon (distretto) del Territorio di Krasnojarsk, nella Russia siberiana centrale; il capoluogo è la città di Ačinsk, che costituisce tuttavia entità amministrativa a sé stante, dipendente direttamente dal Territorio.

## Villaggi
- Tarutino